# One of a Kind (album de G-Dragon)
Pour les articles homonymes, voir One of a Kind.
Albums de G-Dragon
Shine a Light
(2010) Coup d'Etat
(2013)
One of a Kind est le deuxième album de G-Dragon, paru en 2012. One of a Kind est le titre de l'une des chansons de l'album. 
Le 25 août 2012, G-Dragon a publié le premier clip de la chanson One of a Kind.

## Liste des chansons
| No | Titre                                         | Durée |
| -- | --------------------------------------------- | ----- |
| 1. | One Of A Kind (원 오브 어 카인드)             | 03:26 |
| 2. | Crayon (크레용)                               | 03:17 |
| 3. | Without You (ft. Rosé de BLACKPINK) (결국)    | 04:03 |
| 4. | That XX (그 XX)                               | 03:20 |
| 5. | Missing You (ft. Kim Yoon Ah de Jaurim)       | 03:27 |
| 6. | Today (ft. Kim Jong Wan de Nell)              | 03:39 |
| 7. | Light It Up (ft. Tablo et Dok2) (불 붙여봐라) | 03:34 |

## Historique de sortie
| Pays         | Date              | Label             | Format                 | Réf.  |
| ------------ | ----------------- | ----------------- | ---------------------- | ----- |
| Corée du Sud | 15 septembre 2012 | YG Entertainment  | Téléchargement digital | [ 2 ] |
| Corée du Sud | 18 septembre 2012 | YG Entertainment  | CD                     | [ 3 ] |
| États-Unis   | 15 septembre 2012 | YG Entertainment  | Téléchargement digital | [ 4 ] |
| Taïwan       | 12 octobre 2012   | Warner Taiwan     | CD                     | [ 5 ] |
| Philippines  | 15 décembre 2012  | Universal Records | CD                     |       |